# Danuta Iwanow
Danuta Iwanow, coniugata Jaworska e, successivamente, Wallis (Tarnowskie Góry, 5 dicembre 1936 – 10 luglio 1988), è stata una cestista polacca.

## Carriera
Con la Polonia ha disputato tre edizioni dei Campionati europei (1958, 1964, 1966).